# Florinda Parenti
Pour les articles homonymes, voir Parenti.
Florinda Parenti, née en 1943 dans la frazione Gaida dans la province d'Avellino, est une coureuse cycliste italienne.

## Palmarès sur route
- 1963
  - 2e du championnat d'Italie sur route
- 1965
  -  Championne d'Italie sur route
- 1966
  - 2e du championnat d'Italie sur route

## Championnat du monde
- 17e de la Course en ligne féminine aux championnats du monde de cyclisme sur route 1962
- 21e de la Course en ligne féminine aux championnats du monde de cyclisme sur route 1966